# Benno Hann von Weyhern
Otto Rudolf Benno Hann von Weyhern (ur. 1808 r., zm. 1890 r.) – generał kawalerii, Honorowy Obywatel Bydgoszczy.

## Życiorys
Urodził się 23 października 1808 r. w Lubinie na Łużycach. Ukończył szkołę kadetów w Dreźnie. 10 października 1824 r. wstąpił do regularnej służby wojskowej w 3. pruskim regimencie huzarów. Pierwszy stopień oficerski uzyskał w 1827 r. 
Już jako rotmistrz i dowódca szwadronu wziął udział w wojnie z Danią w 1848 r. Po powrocie z frontu na krótko wystąpił z wojska. Był to wyraz dezaprobaty dla odmowy oczekiwanego przez niego awansu. Niebawem powrócił do służby i jako porucznik objął dowództwo 1. regimentu dragonów w armii Szlezwiku-Holsztyna. W tej formacji odbył kampanię wojenną w 1849 r. Po jej zakończeniu przeniósł się do Halle, obranego przez siebie miejsca zakwaterowania. 
W 1852 został powołany do armii pruskiej jako major à la suite 2. regimentu dragonów. W 1853 r. objął stanowisko dyrektora szkoły kawalerii w Schwedt. Potem sprawował funkcję dowódcy kilku formacji kawaleryjskich. Od 1856 r. dowodził 5. regimentem huzarów Blüchera stacjonującym w Słupsku. Z kolei w 1858 r. objął dowództwo 10. brygady kawalerii w Poznaniu, a wkrótce 7. brygady w Magdeburgu. 
W związku z wybuchem wojny z Austrią, w 1866 r. powierzono mu dowództwo 2 dywizji kawalerii, która weszła w skład korpusu kawaleryjskiego I armii walczącej pod księciem pruskim Albrechtem. Była to już znaczna jednostka złożona z 2 brygad, 5 regimentów i 2 baterii artylerii konnej. Wzięła ona udział w bitwie pod Königgrätz. Hann von Weyhern uczestniczył w bezpośrednim starciu dowodząc 4. regimentem ułanów, walczącym z heskimi kirasjerami ścigającymi pruskich huzarów i dragonów. Powstrzymał ich atak i zmusił do odwrotu. 
Po zakończeniu wojny został mianowany generałem - podporucznikiem i otrzymał dowództwo 4. dywizji stacjonującej w Bydgoszczy. W mieście przebywał w latach 1866–1870. Był najstarszym stopniem oficerem bydgoskiego garnizonu. W 1870 r. ruszył na czele swojej dywizji na wojnę z Francją. Uczestniczył w oblężeniu Metzu, a następnie Paryża. Stacjonował wówczas w pobliskim Champigny. Wziął także udział w oblężeniu Dijon zajętego przez oddziały powstańcze J. Garibaldiego. 
22 marca 1871 został mianowany generałem dowodzącym w II korpusie armii w Szczecinie, zaś 16 czerwca tego roku mianowano go generałem kawalerii. W 1872 r. otrzymał dowództwo pomorskiego regimentu huzarów nr 5 im. Blüchera. 
14 czerwca 1881 r. został przeniesiony w stan spoczynku. Zamieszkał wówczas we Frankfurcie nad Odrą, gdzie zmarł 2 listopada 1890 r. Został odznaczony Orderem Czarnego Orła.

## Honorowy Obywatel Bydgoszczy
21 stycznia 1878 r. magistrat Bydgoszczy wystąpił z wnioskiem o nadanie mu godności honorowego obywatela miasta. Rada miejska wniosek ten zatwierdziła uchwałą z 8 lipca 1878 r. W uzasadnieniu wniosku wskazano na zasługi wojenne generała, jego owocną i pomyślną współpracę z władzami miasta podczas jego pobytu w Bydgoszczy. Podkreślono również jego zainteresowanie sprawami Bydgoszczy i stałą życzliwość dla miasta, w którym zamieszkiwał jedynie 4 lata. 
Jedną z przesłanek do uhonorowania jego osoby było założenie przez niego fundacji imienia rodziny Hann von Weyhern, której fundatorami był generał (3 tys. marek) i jego siostra Hedwig (1 tys. marek). Kapitał fundacji wzrósł następnie do ponad 10 tys. marek. Z odsetek wspierano najuboższych mieszkańców miasta.
Uroczystość nadania godności Honorowego Obywatela Bydgoszczy odbyła się 18 lipca 1878, w roku, w którym obchodził jubileusz 50-lecia swojej służby.
W okresie pruskim nazwę Hann von Weyhernplatz nosił współczesny plac Kościeleckich.